# Lista de príncipes de Liechtenstein

O O Grande Brasão de Armas do Príncipe de Liechtenstein, adotado oficialmente em 1623.

Desde a sua fundação no século XVII, o Principado do Liechtenstein foi governado por 14 monarcas. O monarca  liechtensteinense recebe o título de Príncipe-soberano. O atual monarca João Adão II ascendeu ao trono em 13 de novembro de 1989 após a morte de seu pai Francisco José II. Desde 2004, no entanto, o principado é governado pela regência de Príncipe Herdeiro Aloísio. Desde a fundação do principado, todos os monarcas foram intitulados príncipe e pertencem à Casa de Liechtenstein.

## Príncipes-soberanos de Liechtenstein (1608-presente)
| Nome                                                                   | Retrato | Nascimento              | Consorte                              | Morte                   | Ref         |
| ---------------------------------------------------------------------- | ------- | ----------------------- | ------------------------------------- | ----------------------- | ----------- |
| Carlos I 20 de dezembro de 1608 – 12 de fevereiro de 1627              |         | 13 de julho de 1569     | Ana Maria Šemberová                   | 12 de fevereiro de 1627 | [ 1 ] [ 2 ] |
| Carlos II 12 de fevereiro de 1627 – 5 de abril de 1684                 |         | 12 de setembro de 1611  | Joana Beatriz de Dietrichstein        | 5 de abril de 1684      | [ 2 ] [ 3 ] |
| João Adão I 5 de abril de 1684 – 16 de junho de 1712                   |         | 16 de agosto de 1662    | Maria Teresa von Dietrichstein        | 16 de junho de 1712     |             |
| José Venceslau 16 de junho de 1712 – 12 de março de 1718               |         | 9 de agosto de 1696     | Ana Maria                             | 10 de fevereiro de 1772 |             |
| Antônio Floriano 12 de março de 1718 – 11 de outubro de 1721           |         | 28 de maio de 1656      | Eleonora Bárbara                      | 11 de outubro de 1721   |             |
| José João Adão 11 de outubro de 1721 – 16 de dezembro de 1732          |         | 25 de maio de 1690      | Gabriela                              | 16 de dezembro de 1732  |             |
| José Venceslau 16 de dezembro de 1732 – 17 de dezembro de 1732         |         | 9 de agosto de 1696     | Ana Maria                             | 10 de fevereiro de 1772 |             |
| João Nepomuceno Carlos 17 de dezembro de 1732 – 22 de dezembro de 1748 |         | 6 de julho de 1724      | Maria Josefina de Harrach             | 22 de dezembro de 1748  |             |
| José Venceslau 22 de dezembro de 1748 – 10 de fevereiro de 1772        |         | 9 de agosto de 1696     | Ana Maria                             | 10 de fevereiro de 1772 |             |
| Francisco José I 10 de fevereiro de 1772 – 18 de agosto de 1781        |         | 19 de novembro de 1726  | Leopoldina de Sternberg               | 18 de agosto de 1781    |             |
| Aloísio I 18 de agosto de 1781 – 24 de março de 1805                   |         | 14 de maio de 1759      | Karoline de Manderscheid-Blankenheim  | 24 de março de 1805     |             |
| João I José 24 de março de 1805 – 20 de abril de 1836                  |         | 26 de junho de 1760     | Josefa de Fürstenberg-Weitra          | 20 de abril de 1836     |             |
| Aloísio II 20 de abril de 1836 – 12 de novembro de 1858                |         | 26 de maio de 1796      | Francisca Kinsky de Wchinitz e Tettau | 12 de novembro de 1858  |             |
| João II 12 de novembro de 1858 – 11 de fevereiro de 1929               |         | 5 de outubro de 1840    | –                                     | 11 de fevereiro de 1929 |             |
| Francisco I 11 de fevereiro de 1929 – 25 de julho de 1938              |         | 28 de agosto de 1853    | Elisabeth von Gutmann                 | 25 de julho de 1938     |             |
| Francisco José II 25 de julho de 1938 – 13 de novembro de 1989         |         | 16 de agosto de 1906    | Georgina von Wilczek                  | 13 de novembro de 1989  |             |
| João Adão II 13 de novembro de 1989 – presente                         |         | 14 de fevereiro de 1945 | Maria                                 |                         |             |

## Árvore Genealógica
- Hartmann II (1544–1585)
  -  Carlos I (1569-1627)
    -  Carlos Eusébio (1611-1684)
      -  João Adão I (1662-1712)

  - Gundaker, Príncipe de Liechtenstein (1580-1658)
    - Hartmann III (1613-1686)
      -  Antônio Floriano (1656-1721)
        -  José João Adão (1690-1732)
          -  João Nepomuceno Carlos (1724-1748)

      - Filipe Erasmo (1664-1704)
        -  José Venceslau (1696-1772)
        - Emanuel (1700-1771)
          -  Aloísio I (1759-1805)
          -  João I José (1760-1836)
            -  Aloísio II (1796-1858)
              -  João II (1840-1929)
              -  Francisco I (1853-1938)

            - Francisco de Paula (1802-1887)
              - Alfredo (1842-1907)
                - Aloísio (1869-1955)
                  -  Francisco José II (1906-1989)
                    -  Hans-Adam II (n. 1945)
                      - Aloísio (n. 1968)
                        - José (n. 1995)